# Circandra
Genre
Classification phylogénétique
Circandra N.E.Br. est un genre de plante de la famille des Aizoaceae.
Circandra N.E.Br., in Gard. Chron., ser. 3. 87: 126 (1930)
Type : Circandra serrata (L.) N.E.Br. (Mesembryanthemum serratum L.)

## Liste des espèces
Circandra N.E.Br. est, à ce jour, un genre monotype.
- Circandra serrata (L.) N.E.Br.